# Holothrix socotrana
Holothrix socotrana es una especie de orquídea terrestre de la familia Orchidaceae. Es endémica de Socotora en  Yemen.
Su hábitat natural son los secos matorrales tropicales o subtropicales. Está tratada en peligro de extinción por pérdida de hábitat. 

## Taxonomía
Holothrix socotrana fue descrita por Robert Allen Rolfe y publicado en Nat. Hist. Sokotra 507. 1903.